# Guglielmo II di Chalon
Guglielmo Guillaume in francese, Guillem in catalano e Guillelmus in latino (inizio XII secolo – 1174 circa) Conte di Chalon, dal 1150 alla morte.

## Origine
Secondo la Histoire généalogique de la maison de Vergy, Guglielmo era il figlio del conte di Chalon, Guglielmo I e della moglie, di cui non conosciamo né il nome né gli ascendenti.

Secondo L'illustre Orbandale, ou L'histoire ancienne et moderne de la ville et cité de Chalon-sur-Saône. Tome 1, invece Guglielmo I e Guglielmo II erano la stessa persona.

Secondo la Histoire généalogique de la maison de Vergy, Guglielmo I potrebbe essere figlio del conte di Chalon e signore di Vergy, Savaric di Vergy.

Secondo L'illustre Orbandale, ou L'histoire ancienne et moderne de la ville et cité de Chalon-sur-Saône. Tome 1, invece Guglielmo era figlio del Conte di Chalon, Guido di Thiers e della moglie, di cui non si conoscono né il nome né gli ascendenti, come ci viene confermato dal documento n° 96 del Cartulaire du prieuré de Saint-Marcel-lès-Chalon.

## Biografia
Secondo L'illustre Orbandale, ou L'histoire ancienne et moderne de la ville et cité de Chalon-sur-Saône. Tome 1, il comportamento di suo padre, il conte Guglielmo I, nei confronti dei monasteri della sua contea, incluso quello di Cluny, fu veramente riprovevole, con furti e uccisioni.
Non si conosce l'anno esatto della morte di Guglielmo I; si presume sia avvenuta dopo il 1147, in cui viene citato in un documento.

Gli succedette Guglielmo, come Guglielmo II, che, secondo un documento delle Preuves de l'Histoire généalogique de la maison de Vergy, nel 1148, (Guillelmo Comite Cabilonensi) era presente ad un atto del vescovo di Autun.
Poi Guglielmo II venne citato in altri tre documenti riportati nelle Preuves de l'Histoire généalogique de la maison de Vergy:
- nel 1153, (Comite Cabilonensi altero Guillelmo)[11]
- nel 1166, quando il re di Francia, Luigi VII dovette intervenire nella contea di Chalon[12]
- nel 1168, quando dal re Luigi VII, Guglielmo (Guillelmus namque Comite Cabilonensi), definito soldato molto rapace e superbo (miles rapacissimus et superbus) fu privato dei suoi domini[13].

Infatti Guglielmo II aveva continuato la politica riprovevole del padre, Guglielmo I, nei confronti dei monasteri della sua contea, incluso quello di Cluny, con furti e uccisioni.

Anche L'illustre Orbandale, ou L'histoire ancienne et moderne de la ville et cité de Chalon-sur-Saône. Tome 2, riporta che Luigi VII sconfisse Guglielmo II (Guillelmus comes Cabilonensis diaboli vestigia sequens) e lo privò dei suoi domini.
Comunque secondo l'Histoire de Chalon-sur-Saône, in quello stesso anno (1168), Guglielmo II, accompagnato dalla madre, si recò all'abbazia di Vézelay, per fare atto di sottomissione al re Luigi VII, che gli rese tutte le sue proprietà; questo avvenimento viene riportato anche nella Histoire civile et ecclésiastique, ancienne et moderne de la ville et cité de Chalon.
Nel 1174, Guglielmo II (Guillielmus, dono Dei comes Cabilonensis) rinunciò al territorio di Perrecy in favore dell'abbazia benedettina di Saint-Benoît-sur-Loire, come risulta dal documento n° CCVI del Recueil des chartes de l'abbaye de Saint-Benoît-sur-Loire.
Non si conosce l'anno esatto della morte di Guglielmo II; si presume sia avvenuta nel 1174, anno in cui viene citato in un documento, per l'ultima volta.

Gli succedette il figlio Guglielmo, come Guglielmo III.

## Matrimonio e discendenza
Della moglie di Guglielmo non conosciamo né il nome né gli ascendenti. Vi è la possibilità che discendesse dai signori di Miribel-en-Dombes.

Guglielmo dalla moglie aveva avuto due figli:
- Guglielmo, Conte di Chalon[21]
- Alice († 1187 circa), che, nel 1164, aveva sposato, in prime nozze, Josserand, signore di Brancion, come conferma la Chronica Albrici Monachi Trium Fontium[22] e, in seconde nozze, Ulrico di Bagé.

### Fonti primarie
- (LA)  Recueil des Chartes de Cluny, tomus 5.
- (LA)  Cartulaire du prieuré de Saint-Marcel-lès-Chalon.
- (LA)  Monumenta Germaniae Historica, Scriptores, tomus XXIII.
- (LA)  (FR)  L'illustre Orbandale, ou L'histoire ancienne et moderne de la ville et cité de Chalon-sur-Saône, Tome 2.
- (FR)  L'illustre Orbandale, ou L'histoire ancienne et moderne de la ville et cité de Chalon-sur-Saône, Tome 1.
- (LA, FR)  André Duchesne, Histoire généalogique de la maison de Vergy.

### Letteratura storiografica
- René Poupardin, I regni carolingi (840-918), in «Storia del mondo medievale», vol. II, 1979, pp. 583–635
- Louis Halphen, Il regno di Borgogna, in «Storia del mondo medievale», vol. II, 1979, pp. 807–821
- (FR)  Histoire de Chalon-sur-Saône.
- (FR)  Histoire de Chalon-sur-Saône du VIIIème au XIIIème.
- (FR)  André Duchesne, Histoire généalogique de la maison de Vergy, volume 1.